# Pierre Gagnaire
Pierre Gagnaire (Apinac, 9 april 1950) is een Franse topchef.

## Biografie

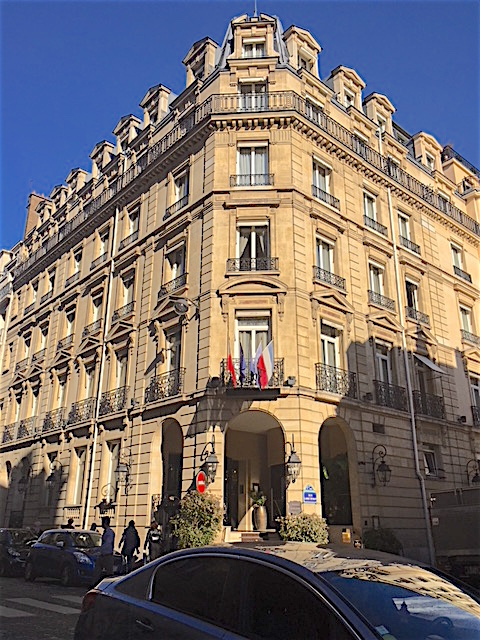
Hotel Balzac in de Rue Balzac.

Als zoon van een restaurateur had Pierre Gagnaire eerst een restaurant in Saint-Étienne, rue Georges Teyssier en vervolgens rue de la Richelandière. Het is op deze plaats waar hij voor de eerste maal drie Michelinsterren kreeg. Als gevolg van financiële problemen sloot hij in 1995 zijn zaak in Saint-Étienne, om zich te vestigen in Parijs aan de Rue Balzac, waar hij enige tijd later terug drie sterren had.
De creatieve stijl van Pierre Gagnaire behoort tot de moleculaire gastronomie, waarin hij wordt bijgestaan door zijn goede vriend Hervé This, die fysicus/chemicus is. In 2006 brachten ze samen het boek La cuisine c'est de l'amour, de l'art, de la technique uit.
Gagnaire is lid van de Academie Culinaire de France.

## Restaurants
- Parijs, Pierre Gagnaire, sinds 1996
- Parijs, Gaya rive gauche par Pierre Gagnaire, sinds 2005
- Bordeaux, La Grande Maison, sinds 2016
- Châtelaillon, Gaya cuisine de bords de Mer
- Courchevel, Piero TT, sinds 2007
- Da Nang, La Maison 1888
- Dubaï, Restaurant Choix Pâtisserie TT Restaurant par Pierre Gagnaire, sinds 2008
- Hong Kong, Pierre, sinds 2006
- Las Vegas, Twist, sinds 2009
- Londen, Sketch, sinds 2002
- Séoul, Pierre Gagnaire à Séoul, sinds 2008
- Shanghai, Le Comptoir de Pierre Gagnaire, sinds 2017
- Tokio, Pierre Gagnaire - Tokyo, sinds 2005
- Barrière Hotels group (Parijs, Enghien les Bains, Courchevel, Toulouse, Cannes, La Baule, Montreux) Fouquet's
- Nîmes, Maison Albar Imperator
- Épernay, Maison Belle Époque